# It’s My Life (песня Bon Jovi)
«It’s My Life» — сингл группы Bon Jovi из альбома Crush, выпущенный 23 мая 2000 года. Одна из самых успешных песен группы с 1995 года, занимала 1-е место в Европе и 3-е место в Великобритании, была признана песней года по оценке «ASCAP Pop Music Awards».
Слова песни содержат отсылку к шлягеру Фрэнка Синатры: «My heart is like an open highway / Like Frankie said / I did it 'My Way'».
Джон Бон Джови и Ричи Самбора даже поссорились из-за этих строчек:
Я только что вернулся со съёмок U-571 и сказал: «Синатра снялся в 16 фильмах и ездил в туры до 80 лет. Это моя модель поведения». Он ответил: «Ты не можешь записать эти чёртовы слова. Никого кроме тебя не волнует Фрэнк Синатра». И я всё-таки написал это.

— Джон Бон Джови

Также присутствует отсылка к песне «Livin’ on a Prayer» («For Tommy and Gina who never backed down»), в которой персонажей зовут Томми и Джина.